# Majláthova chata
Majláthova chata je horská chata ve Vysokých Tatrách na břehu Popradského plesa v Mengusovské dolině.

## Historie
Původní Majláthova chata byla postavena v roce 1879 na popud Vojtěcha Majlátha. Již o rok později však chata vyhořela a proto byla na jejím místě postavena nová, bytelnější kamenná budova. Ani tento odolnější materiál však nezabránil dalšímu požáru, který chatu zachvátil v roce 1892. Ještě téhož roku stačila být chata obnovena a tentokrát vydržela až do roku 1961, kdy byla v těsné blízkosti chaty otevřena mnohem větší Chata kapitána Morávky (později Chata pri Popradskom plese).
V roce 2006 bylo na popud horolezce Pavla Lazara započato s výstavbou nové chaty v místech, kde původně stála Majláthova chata. Stavba dostala stejný název a její výstavba byla podpořena financemi z Evropské unie. Chata byla otevřena v roce 2010.

## Přístup
Chata se nachází na trase Tatranské magistrály, takže je pěšky přístupná po celý rok. K chatě vede asfaltová silnice, čili zde je za určitých podmínek možný i příjezd autem, jinak je nutno parkovat na parkovišti u zastávky Popradské pleso Tatranské elektrické železnice.
- Po modré turistické značce je možný výstup od zastávky Tatranských elektrických železnic Popradské Pleso a trvá asi 1 hod. Značka částečně kopíruje asfaltovou příjezdovou silnici.
- Po magistrále od Štrbského plesa (1 hodina letní cestou nebo 1:15 zimní cestou).
- Po magistrále od Sliezského domu kolem Batizovského plesa (3:30 hod) (pouze v létě).